# Monias benschi
El mesito monias o  mesito monia  (Monias benschi) es una especie de ave mesitornithiforme endémica del suroeste de Madagascar. Es una de las tres especies de la familia Mesitornithidae y la única del género Monias.
El mesito monias es un ave de tamaño medio de hábitos terrestres de aspecto similar a un rascón con cola larga (en cuya familia se han situado en ocasiones los mesitos). La especie tiene un pico largo y curvado hacia abajo que lo distingue de los demás miembros de su familia. Ambos sexos tienen el plumaje de sus partes superiores grisáceas y presentan una fina lista superciliar blanca. Tienen las partes inferiores blancas, los machos presentan motas negras en forma de luna llena a ambos lados del cuello y la parte superior del pecho. Las hembras en cambio tienen motas pardo rojizas, que a veces se difuminan en un tono general rufo, y presentan una lista canela en las mejillas.
Está restringida en una pequeña región subdesértica del suroeste de Madagascar, donde predominan los matorrales de espino, con alturas entre el nivel del mar y los 130 metros. Se alimenta de invertebrados, semillas y frutos que rebusca picando en el suelo y cavando a poca profundidad. 
Su nido es una plataforma de ramitas situada a unos 2 metros del suelo sobre un espino. Suelen poner uno o dos huevos. La incubación y el cuidado de los polluelos es una tarea compartida por los dos sexos. Pueden ser polígamos o poliándricos.
Aunque su área de distribución es extremadamente reducida su población puede ser densa. Está catalogado como vulnerable por la UICN debido a la degradación de su hábitat, que no tiene ninguna protección oficial, y la caza.